# Membalong (plaats)
Membalong is een bestuurslaag in het regentschap Belitung van de provincie Bangka-Belitung, Indonesië. Membalong telt 4125 inwoners (volkstelling 2010).